# ナシルとよ〜ざ〜の島んちゅヂカラ
『ナシルとよ〜ざ〜の島んちゅヂカラ』は、2012年4月から2023年3月までラジオ沖縄で放送されていたラジオ番組。通称「島ヂカ」。ハッシュタグは「#shimazika」。

## 概要
放送時間は毎週日曜日の23:00から23:30まで。
沖縄県那覇市出身のシンガーソングライターナシルと、沖縄県沖縄市出身のタレント与座よしあきの凸凹コンビが「島んちゅ」を応援する“東京発”沖縄系番組。
基本的には東京で収録しているが、ナシルが沖縄に移住したためコロナ禍中は沖縄と東京をリモートで繋いで収録している。節目となる回ではラジオ沖縄のスタジオから生放送も行っている。
オープニングは毎回ナシルが生歌を披露。のちにフリートーク、コーナーへと進む流れになっている。また、CM明けは必ず与座による東京の雑学ジングルが入る。

## コーナー
わしたランキング
県産品が東京でどれだけ売れているのか？東京・銀座にあるわしたショップ銀座の先月の売り上げランキングを紹介。
喫茶ダンケ
東京限定のスイーツを与座がマスターとなり、ナシルが試食する。店名は与座の実家がやっている喫茶店の名前。
与座の東京おんど
与座が東京を散歩する音を聞き、どこを歩いているかをナシルが当てる企画。タイトルには音から伝わる東京の暖かさの「温度」と賑やかさの「音頭」をかけている
ナシネミク
東京名所の歌を沖縄の民謡「安里屋ユンタ」や「十九の春」に乗せてその場で作詞・歌唱する企画。
ヨザトラベラー
観光ガイドに載らないディープな東京の観光案内
わが街の勝手に自慢
沖縄と東京でそれぞれテーマに沿った自慢できる人やものを紹介し合い、敗者はエンディングでモノマネを披露。審判はディレクターやエンジニアが務める。